# James Meek
James Meek (London, 1962–) brit író, újságíró.
Londonban született, Skóciában, Dundee-ben nőtt fel.
Több évet élt a Szovjetunióban az 1990-es években. Jelenleg Londonban él. Négy regénye és két novelláskötete jelent meg. Harmadik regénye a The People's Act of Love (2005).

## Bibliográfia
- We Are Now Beginning Our Descent (Canongate, 2008) ISBN 1-8419-5988-X
- The People's Act of Love (Canongate, 2005) ISBN 1-84195-706-2
- The Museum of Doubt (Rebel Inc, 2000) ISBN 1-84195-808-5
- Drivetime (Polygon, 1995) ISBN 0-7486-6205-7
- Last Orders (Polygon, 1992) ISBN 0-7486-6127-1
- McFarlane Boils the Sea (Polygon, 1989) ISBN 0-7486-6006-2

## Magyarul
- A szeretet hírmondói; ford. Bárány Borbála, versford. Tóth Gusztáv; Ekren, Bp., 2008, ISBN 9789638756589